# جمعية الإصلاح الانتخابي
جمعية الإصلاح الانتخابي (بالإنجليزية: Electoral Reform Society) هي جماعة ضغط سياسية يقع مقرها في المملكة المتحدة وتدعم الإصلاح الانتخابي. وهي أقدم منظمة عاملة تهتم بالإصلاح السياسي والانتخابي في العالم.

## الأهداف
تسعى جمعية الإصلاح الانتخابي إلى «ديمقراطية تمثيلية تتناسب مع القرن الحادي والعشرين.»  وهي تؤمن أن:
- كل صوت سواء انتخابي أم لا له قيمته ويجب الاستماع إليه
- يجب أن يكون لدى كل فرد القدرة على المشاركة في اتخاذ القرارات التي تؤثر على حياته
- يتعين على مؤسساتنا أن تعكس رؤى من تخدمهم
- يجب على الناس أن يكونوا قادرين على محاسبة من بيدهم السلطة
- يجب أن تقدم السياسة للشعب بدائل حقيقية

فمنذ تأسيسها، يدعو المجتمع يدعو إلى استبدال نظام الاقتراع المتمثل في الفوز للأكثر أصواتًا والمستخدم في الانتخابات العامة في بريطانيا بنظام الاقتراع بالقائمة النسبية والاقتراع الفردي القابل للتحويل. كما تنظم الجمعية حملات لتحسين الانتخابات العامة، وهي تعلق بشكل منتظم على كافة جوانب التمثيل والمشاركة والحكم في المملكة المتحدة.

## معلومات تاريخية
أُسست جمعية الإصلاح الانتخابي في يناير عام 1884 تحت اسم «جمعية التمثيل النسبي» وأنشاها عالم الطبيعة والآثار والعالم الموسوعي في العصر الفيكتوري جون لوبوك. وقد اشتمل الأعضاء المؤسسون على عدد من الأكاديميين والمحامين وعدد مساوٍ من نواب البرلمان المحافظين ووالليبراليين. ومن أشهر الأعضاء الأوائل تشارلز دودجسون (والمعروف باسم لويس كارول) وسي. بي. سكوت، المحرر في جريدة مانشستر جارديان وتوماس هاري، مخترع الاقتراع الفردي القابل للتحويل. وقد نجحت الجمعية في تقديم نظام الاقتراع الفردي القابل للتحويل في الانتخابات المحلية في أيرلندا وفي الكثير من المنظمات الدينية والتعليمية والمهنية.
وبعد الحرب العالمية الثانية، عانت الجمعية من مشكلات مالية وعدم رغبة لدى المجتمع في الإصلاح. وعندما طرح فيانا فيل اقتراحًا للاستفتاء يقضي بالعودة إلى نظام الفوز للأكثر أصواتًا مرتين في (عامي 1959 و1968)، فإن الجمعية تحت قيادة إنيد لكمان حملة ناجحة في أيرلندا للحفاظ على نظام الاقتراع الفردي القابل للتحويل
وفي عام 1973، تم طرح نظام الاقتراع الفردي القابل للتحويل في أيرلندا الشمالية لانتخابات المجالس المحلية ومجلس أيرلندا الشمالية الجديد. وقد تم استدعاء الجمعية والعاملين بها لتقديم الاستشارات في برنامج التعليم الذي أعدته الحكومة لزيادة الوعي لدى الجماهير.
وتم إحياء عملية الاهتمام بالانتخاب بالقائمة النسبية بشكل كبير في بريطانيا في عام 1974، ومنذ ذلك الحين والجمعية قادرة على الترويج للمحات تعريفية عامة عالية المستوى لحملاتها. وفي عام 1983، اعترف المجلس الاقتصادي والاجتماعي التابع للأمم المتحدة بالجمعية على أنها منظمة غير حكومية ذات وضع استشاري.

## أحدث الأنشطة
أدارت الجمعية حملة ناجحة تتعلق بطرح الاقتراع الفردي القابل للتحويل في الانتخابات المحلية في اسكتلندا  وقادت الدعوة لإجراء استفتاء حول نظام الانتخابات في أعقاب فضيحة نفقات الانتخابات البرلمانية بالمملكة المتحدة كجزء من حملة التصويت من أجل التغيير. وهي عضو مؤسس لتحالف Votes at 16 (التصويت عند سن 16 عامًا).
استفتاء التصويت البديل (AV)
بعد ذلك، كانت الجمعية ممولاً رئيسيًا لحملة نعم! لأصوات أكثر إنصافًا (YES! To Fairer Votes)، وذلك في إطار محاولتها التي لم تحقق نجاحًا في حملة تصويت بـ «نعم» في استفتاء عام 2011  وخلال حملة التصويت البديل، عمل رئيسها التنفيذي كاتي جوز رئيسًا للحملة.
الشرطة ومفوضو الجريمة
تعرضت الجمعية لسوء إدارة الحكومة لأفض سياساتها المتعلقة بالشرطة المنتخبة ومفوضي الجريمة، والتي أدت إلى أدنى نسبة مشاركة في بريطانيا على مدار التاريخ في وقت السلام.
وفي أغسطس عام 2012، تنبأت الجمعية بانخفاض نسبة المشاركة لتصل إلى 18.5% وحددت الخطوات الواجب اتخاذها لإنقاذ الانتخابات وحشد دعم كل من المرشحين والناخبين. إلا أن الحكومة لم تغير مسارها، ونعتت هذا التنبؤ بأنه «أسخف خبر في الموسم».
وبعد إعلان النتيجة، وصفت الجمعية نهج الحكومة في الانتخابات بأنه يشبه «كوميديا الأخطاء»، وهي آراء كررتها وزيرة داخلية حكومة الظل إيفيت كوبر.
تسجيل الناخبين'
قادت الجمعية محاولات لتغيير نهج الحكومة عن طريق إدخال التسجيل الانتخابي الفردي، والتي أطلق عليها رجل الدولة الجديد «أكبر فضيحة سياسية يمكن أن تسمع عنها». وقدرت مصادر اللجنة الانتخابية أنه يمكن اختفاء 10 ملايين ناخب من السجل الانتخابي بموجب خطط الحكومة، وتكون غالبيتهم من الفقراء أو الشباب أو السود والعمال القادرين على التصويت. وقد نجحت الجمعية في تغيير التشريعات.

## منظمات ذات صلة
هناك ثلاث منظمات وثيقة الصلة بالجمعية:

- شركة خدمات الإصلاح الانتخابي المحدودة (ERS، كانت تعرف من قبل باسم خدمات اقتراع الإصلاح الانتخابي): وهي شركة أُنشئت في عام 1988 لتقديم خدمة الاقتراع والاقتراع المستقل للمنظمات التي تجري الانتخابات والاقتراعات. وتستخدم النقابات العمالية والأحزاب السياسية وجمعيات البناء والشركات هذه الخدمة على نطاق واسع عند الاقتراع بين الأعضاء أو حملة الأسهم بالطرق التي يحددها القانون والإدارة الداخلية. وفي كثير من الحالات، تُمنع هذه المنظمات من إجراء الاقتراع داخليًا في محاولة لضمان نزاهة إجراء الاقتراع.
- الخدمات الدولية لإصلاح الانتخابات (ERIS): وهي شركة أُنشئت في عام 1991 لتقديم مساعدة عند إجراء الانتخابات في جميع أنحاء العالم. وتشمل الأنشطة الاستشارات والتدريب ومراقبة الانتخابات.

## وصلات خارجية
- Official website
- Electoral Reform Services
- Electoral Reform International Services